# Liste de jeux Atari 5200

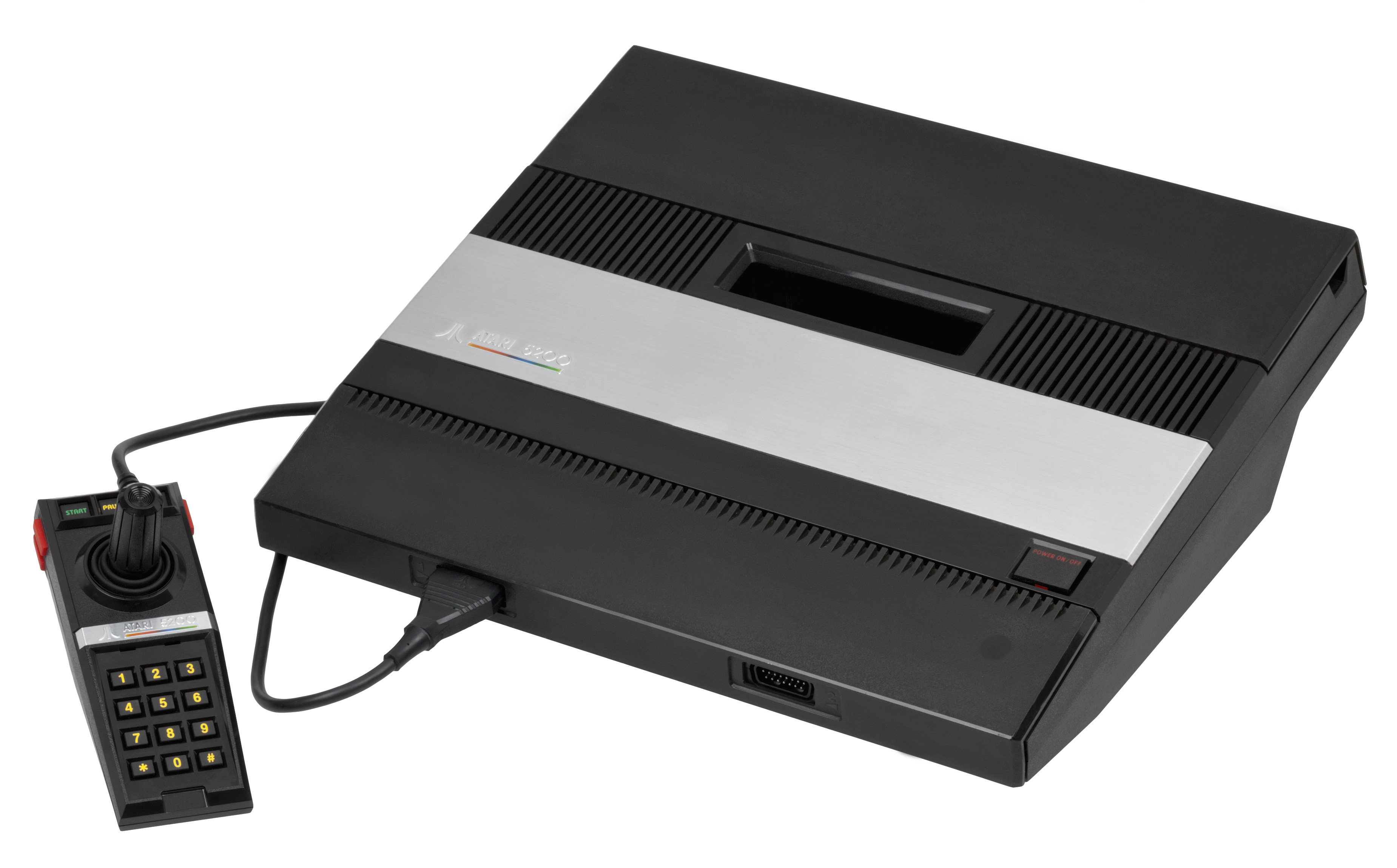
Atari 5200

Ceci est la liste de tous les jeux sorti officiellement sur Atari 5200, trié alphabétiquement.
- Haut – A
- B
- C
- D
- E
- F
- G
- H
- I
- J
- K
- L
- M
- N
- O
- P
- Q
- R
- S
- T
- U
- V
- W
- X
- Y
- Z

## A
- Activision Decathlon, The (Activision)
- Astro Chase (Parker Brothers)

## B
- Ballblazer (Atari/Lucasfilm Games)
- Beamrider (Activision)
- Berzerk (Atari)
- Blue Print (CBS Electronics)
- Bounty Bob Strikes Back (Big Five Software)
- Buck Rogers: Planet of Zoom (Sega)

## C
- Centipede (Atari)
- Choplifter! (Atari)
- Congo Bongo (Sega)
- Countermeasure (Atari)

## D
- Defender (Atari)
- Dig Dug (Atari)
- Dreadnaught Factor, The (Activision)

## F
- Frogger (Parker Brothers)
- Frogger II: Threedeep! (Parker Brothers)

## G
- Galaxian (Atari)
- Gorf (CBS Electronics)
- Gremlins (Atari)
- Gyruss (Parker Brothers)

## H
- H.E.R.O. (Activision)

## J
- James Bond 007 (Parker Brothers)
- Joust (Atari)
- Jungle Hunt (Atari)

## K
- K-Razy Shootout (CBS Electronics)
- Kaboom! (Activision)
- Kangaroo (Atari)
- Keystone Kapers (Activision)

## M
- Mario Bros. (Atari)
- Megamania (Activision)
- Meteorites (Electra Concepts)
- Miner 2049er (Big Five Software)
- Missile Command (Atari)
- Montezuma's Revenge (Parker Brothers)
- Moon Patrol (Atari)
- Mountain King (CBS Electronics)
- Mr. Do!'s Castle (Parker Brothers)
- Ms. Pac-Man (Atari)

## P
- Pac-Man (Atari)
- Pengo (Atari)
- Pitfall! (Activision)
- Pitfall II: Lost Caverns (Activision)
- Pole Position (Atari)
- Popeye (Parker Brothers)

## Q
- Q*bert (Parker Brothers)
- Qix (Atari)
- Quest for Quintana Roo (Sunrise)

## R
- Realsports Baseball (Atari)
- Realsports Football (Atari)
- Realsports Soccer (Atari)
- Realsports Tennis (Atari)
- Rescue on Fractalus! (Atari/Lucasfilm Games)
- River Raid (Activision)
- Robotron: 2084 (Atari)

## S
- Space Dungeon (Atari)
- Space Invaders (Atari)
- Space Shuttle (Activision)
- Star Raiders (Atari)
- Star Trek: Strategic Operations Simulator (Sega)
- Star Wars: Return of the Jedi Death Star Battle (Parker Brothers)
- Star Wars: The Arcade Game (Parker Brothers)
- Super Breakout (Atari)
- Super Cobra (Parker Brothers)

## V
- Vanguard (Atari)

## W
- Wizard of Wor (CBS Electronics)

## Z
- Zaxxon (Sega)
- Zenji (Activision)
- Zone Ranger (Activision)

- Haut – A
- B
- C
- D
- E
- F
- G
- H
- I
- J
- K
- L
- M
- N
- O
- P
- Q
- R
- S
- T
- U
- V
- W
- X
- Y
- Z